# Schlacht an der Brücke
Als Schlacht an der Brücke bei Al-Hīra bzw. Kufa bezeichnet man das erste große Gefecht zwischen den muslimischen Arabern und den persischen Sassaniden im Rahmen der Islamischen Expansion. Sie fand im Herbst 634 am Euphrat statt und endete mit einem Sieg der Sassaniden.
Die Schlacht entwickelte sich, nachdem ein arabisches Heer unter Abu ʿUbaid al-Thaqafi 633 eine erste ernsthafte Offensive gegen das sassanidisch beherrschte Mesopotamien eröffnet hatte. Im Auftrag des neuen persischen Großkönigs Yazdegerd III. organisierte dessen Feldherr Rostam Farrochzād die Abwehr gegen die Araber. Rostams General Bahman Dschadhuya trat schließlich den Arabern in Mesopotamien entgegen.
Im Herbst 634 kam es dann zur „Schlacht an der Brücke“. Die beiden Armeen postierten sich auf verschiedenen Seiten eines kleinen Gewässers oder Bewässerungskanals bei Marawa nahe einer Brücke bei der Stadt Hira. Es gelang den Persern, viele Pferde der Araber durch den Anblick ihrer Kriegselefanten in Panik zu versetzen. Vor allem aber richteten ihre Bogenschützen ein Blutbad unter den Feinden an. Die Araber mussten daher den Nahkampf suchen und überquerten die Brücke. Als Abu ʿUbaid von einem weißen Elefanten, den er persönlich attackiert hatte, um seinen Männern Mut zu machen, zu Tode getrampelt wurde, gaben die Araber die Schlacht verloren und wandten sich zur Flucht. Laut Tabari (3,456) gab einer ihrer Unterführer nun den Befehl, die Brücke zu zerstören, um den Persern eine Verfolgung unmöglich zu machen. Da dies jedoch voreilig geschah, wurde auch zahlreichen flüchtenden Muslimen der Weg abgeschnitten; viele ertranken, andere wurden von den Persern erschlagen. Weniger als die Hälfte der Araber konnte entkommen, darunter Al-Muthanna, der 635 die Schlacht von Buwaib gewann, kurz darauf aber seinen in der Schlacht an der Brücke erlittenen Verletzungen erlag.
Dies war die einzige schwere Niederlage, die die Araber im Zuge der frühen Expansion erlitten. Der Ausgang der Schlacht belegt, dass das Sassanidenreich in militärischer Hinsicht grundsätzlich durchaus in der Lage gewesen wäre, sich der Angriffe effektiv zu erwehren. Allerdings konnte Rostam den Sieg aus innenpolitischen Gründen nicht ausnutzen, da er mit seinen Männern eilig nach Ktesiphon ziehen musste, wo es zu inneren Wirren gekommen war, statt die geschlagenen Araber zu verfolgen. Die Muslime, die durch die unerwartete Niederlage zunächst unter Druck geraten waren, konnten sich daher ungestört neu formieren, und nach ihrem Sieg in der Schlacht von al-Qādisīya wendete sich das Blatt dauerhaft zu ihren Gunsten.